# Tony Joe
Tony Joe è il terzo album discografico del cantautore e chitarrista statunitense Tony Joe White, pubblicato dall'etichetta discografica Monument Records nell'ottobre del 1970.

## Tracce

### LP
Lato A
Testi e musiche di Tony Joe White.
1. Stud-Spider – 5:40 – Registrato tra il febbraio e aprile 1970 al RCA Studios di Nashville, Tennessee
2. High Sheriff of Calhoun Parrish – 3:47 – Registrato nel febbraio 1970 al RCA Studios di Nashville, Tennessee
3. Widow Wimberly – 3:36 – Registrato tra il febbraio e aprile 1970 al Lynn Lou Studios di Memphis, Tennessee
4. Conjure Woman – 3:46 – Registrato tra il febbraio e aprile 1970 al Lynn Lou Studios di Memphis, Tennessee
5. Save Your Sugar for Me – 2:05 – Registrato tra il febbraio e aprile 1970 al RCA Studios di Nashville, Tennessee

Lato B
Testi e musiche di Tony Joe White, eccetto dove indicato.
1. Hard to Handle – 2:50 (Otis Redding, Allen Alvoid Jones, Alvertis Isbell) – Registrato tra il febbraio e aprile 1970 al RCA Studios di Nashville, Tennessee
2. What Does It Take (To Win Your Love) – 3:35 (Johnny Bristol, Harvey Fuqua, Vernon Bullock) – Registrato tra il febbraio e aprile 1970 al RCA Studios di Nashville, Tennessee
3. My Friend – 3:04 (Donnie Fritts, Spooner Oldham) – Registrato tra il febbraio e aprile 1970 al Monument Studios di Nashville, Tennessee
4. Stockholm Blues – 3:10 – Registrato tra il febbraio e aprile 1970 al Lynn Lou Studios di Memphis, Tennessee
5. Boom Boom – 7:45 (John Lee Hooker) – Registrato tra il febbraio e aprile 1970 al RCA Studios di Nashville, Tennessee

### CD
Edizione CD del 1996, pubblicato dalla Warner Bros. Records (9362-46366-2)
Testi e musiche di Tony Joe White, eccetto dove indicato.
1. Stud-Spider – 5:36
2. High Sheriff of Calhoun Parrish – 3:48
3. Widow Wimberly – 3:36
4. Groupy Girl – 3:00 – Registrato nel febbraio 1970 al Monument Recording Studio di Nashville, Tennessee
5. Conjure Woman – 3:54
6. Save Your Sugar for Me – 2:16
7. Hard to Handle – 2:50 (Otis Redding, Alvertis Isbell, Allen Jones)
8. What Does It Take (To Win Your Love) – 3:37 (Vernon Bullock, Johnny Bristol, Harvey Fuqua)
9. My Friend – 3:06 (Donnie Fritts, Spooner Oldham)
10. Stockholm Blues – 3:23
11. Boom Boom – 7:48 (John Lee Hooker)
12. I Protest – 3:06 (Wayne Carson) – Traccia bonus - Registrato nel gennaio del 1968 al RCA Victor Studio di Nashville, Tennessee
13. A Man Can Only Stand Just so Much Pain – 2:30 (Mickey Newbury) – Traccia bonus - Registrato nel gennaio del 1968 al RCA Victor Studio di Nashville, Tennessee

## Musicisti
- Tony Joe White - chitarra, armonica, whomper stomper e box
- Norbert Putnam - basso (brani: Stud-Spider, High Sheriff of Calhoun Parrish, Hard to Handle, What Does It Take (To Win Your Love), My Friend e Boom Boom)
- Tommy McClure - basso (brano: Conjure Woman)
- David Briggs - organo (brani: Stud-Spider, Hard to Handle, What Does It Take (To Win Your Love) e Boom Boom)
- David Briggs - pianoforte (brano: My Friend)
- Mike Utley - organo (brani: Conjure Woman e Save Your Sugar for Me)
- Jerry Carrigan - batteria (brani: Stud-Spider, Hard to Handle, What Does It Take (To Win Your Love), My Friend e Boom Boom)
- Sammy Creason - batteria (brani: Conjure Woman e Save Your Sugar for Me)

Note aggiuntive
- Tony Joe White e Billy Swan - produttori
- Al Pachucki - ingegnere delle registrazioni (RCA Studios)
- Roy Shockley - tecnico (RCA Studios)
- Larry Rogers - ingegnere delle registrazioni (Lyn-Lou Studios)
- Mort Thomasson - ingegnere delle registrazioni (Monument Studios)
- Mort Thomasson e Tommy Strong - ingegneri del remixaggio e sovraincisioni (effettuate al Monument Studios)
- Arrangiamenti strumenti a fiato ed archi per The Nashville Horns & String di Bergen White
- Ringraziamenti: Bob Beckham, Mary Jarvis e Felton Jarvis, Donnie Fritts, Dr. Elkin Rippy e RCA's Tom Pick
- Stephen Paley - fotografie copertina album originale[2]

## Classifica
| Anno | Classifica            | Posizione raggiunta |
| ---- | --------------------- | ------------------- |
| 1970 | Official Albums Chart | 63                  |